# 에로스 2
"에로스 2"(Eros 2)는 한국에서 제작된 방순덕 감독의 1996년 드라마, 에로 영화이다. 이대근 등이 주연으로 출연하였고 김도준 등이 제작에 참여하였다.

## 출연

### 주연
- 이대근
- 소비아

### 조연
- 송경철
- 강영호
- 허나희
- 서영탁
- 박혜란
- 박용팔
- 남정희
- 신인하

## 기타
- 조명: 김인주
- 음향효과: 이재희